# For Ourself ~Single History~
Albums de Michiyo Heike
Morning Cop - Daite Hold On Me!
(1998) JECICA
(2004)
Singles
For Ourself ~Single History~ (écrit : For ourself...) est le deuxième album de la chanteuse de J-pop Michiyo Heike, sorti en 2000.

## Présentation
L'album sort le 13 septembre 2000 au Japon sur le label Warner Music Japan. Il atteint la 23e place du classement de l'Oricon. C'est en fait une compilation, contenant les chansons-titres des huit singles sortis jusqu'alors par la chanteuse, dont les deux premiers (Get et Sotsugyō ~Top of the World~) figuraient déjà sur son premier album Teenage Dream sorti deux ans auparavant. Elle contient aussi deux titres inédits : Myself, et une version en solo de Kiiroi Osora de Boom Boom Boom du groupe temporaire Kiiro 5 dont Heike a fait partie en début d'année.
À l'exception de la  chanson Sotsugyō (...), une reprise adaptée en japonais de Top of the World de The Carpenters, les six premiers titres sont composés et produits par Hatake, guitariste du groupe Sharam Q, et les trois derniers par Tsunku, chanteur du même groupe. C'est le dernier album que Michiyo Heike sortira en "major" dans le cadre du Hello! Project de Tsunku, qu'elle quittera fin 2002 ; elle sortira les suivants sur des labels indépendants à partir de 2004.

## Titres
1. Get (GET?)
2. Sotsugyō ~Top of the World~ (卒業 ~TOP OF THE WORLD~?)
3. Daikirai (ダイキライ?)
4. Dakedo Aishi Sugite (Mix for Single) (だけど愛しすぎて...?)
5. Anata no Yume ni Naritai (アナタの夢になりたい?)
6. Scene (scene?)
7. Myself (Unreleased Track) (myself...?)
8. One Room Natsu no Koi Monogatari (ワンルーム夏の恋物語?)
9. Ai no Chikara (愛の力?)
10. Kiiroi Osora de Boom Boom Boom ~Michiyo Heike Version~ (黄色いお空でBOOM BOOM BOOM...?)